# Leptognathia lineata
Leptognathia lineata är en kräftdjursart som beskrevs av Sueo M. Shiino 1980. Leptognathia lineata ingår i släktet Leptognathia och familjen Leptognathiidae. Inga underarter finns listade i Catalogue of Life.